# Miron Nicolescu
Pour les articles homonymes, voir Nicolescu.
Miron Nicolescu, parfois orthographié Nicolesco en français (roumain : [miˈron nikoˈlesku]), né le 27 août 1903 à Giurgiu et mort le 30 juin 1975 à Bucarest, est un mathématicien roumain.
Il est président de l'Académie roumaine de 1966 à sa mort.

## Biographie
Né à Giurgiu, Miron Nicolescu a suivi des cours au lycée Matei Basarab à Bucarest. Après avoir terminé ses études à la faculté de mathématiques de l'université de Bucarest en 1924, il part à Paris et s'inscrit à l'École normale supérieure (promotion 1925) et à la faculté des sciences de Paris. Il y obtient son doctorat en 1928, avec la thèse Fonctions complexes dans le plan et dans l'espace sous la supervision du mathématicien français Paul Montel. Il retourne en Roumanie et devient professeur à l'université nationale de Tchernivtsi jusqu'en 1940, année durant laquelle il devient professeur à l'université de Bucarest.
Il devient membre de l'Académie roumaine en 1953 et de l'Académie des sciences de Roumanie le 28 mai 1938, chef de l'Institut de mathématiques de l'Académie roumaine en 1963, il la préside ensuite de 1966 à sa mort.
Lors du congrès international des mathématiciens de 1974 à Vancouver, il est élu vice-président de l'Union mathématique internationale.

## Distinctions
- Il est nommé « Héros du travail socialiste » le 4 mai 1971[3].